# Edaochuan
Edaochuan (kinesiska: 二道川, 二道川乡) är en socken i Kina. Den ligger i den autonoma regionen Inre Mongoliet, i den norra delen av landet, omkring 480 kilometer sydväst om regionhuvudstaden Hohhot. Edaochuan ligger vid sjön Beida Chi.
Genomsnittlig årsnederbörd är 443 millimeter. Den regnigaste månaden är juli, med i genomsnitt 117 mm nederbörd, och den torraste är december, med 1 mm nederbörd.